# Carrer de l'Església (Torroella de Montgrí)
El Carrer de l'Església és al centre històric de la vila de Torroella de Montgrí. És una via que segueix l'orientació nord-sud i que, juntament amb el Carrer Major, que de fet és la seva prolongació per la banda de migdia, un cop travessada la plaça de la vila, constitueix l'eix més important del nucli medieval de Torroella. Es tracta d'un carrer curt, rectilini i estret, que va del Passeig de l'Església a la Plaça de la Vila; el formen en general cases de planta baixa i un o dos pisos, amb cobertes de teula. Coexisteixen cases petites amb edificis senyorials.
Aquest carrer, inclòs en l'Inventari del Patrimoni Arquitectònic de Catalunya, va iniciar el seu desenvolupament a conseqüència de l'expansió urbanística de Torroella durant els segles xiii i xiv, realitzada en esdevindre vila reial. El nucli primitiu (s. XI-XII), que consistia en alguns carrers desordenats al voltant de l'església i del Palau Reial, va donar pas a un eixample organitzat segons el model dels campaments romans, amb una xarxa de carrers perpendiculars i una plaça al centre. En el carrer de l'església es troben bona part dels edificis importants de la vila. cal remarcar especialment Can Sastregener, al núm 1, el Palau Solterra, al núm. 14 Can Bataller, al núm. 19 i la Casa Seguer, al núm 31.